# 徐立之

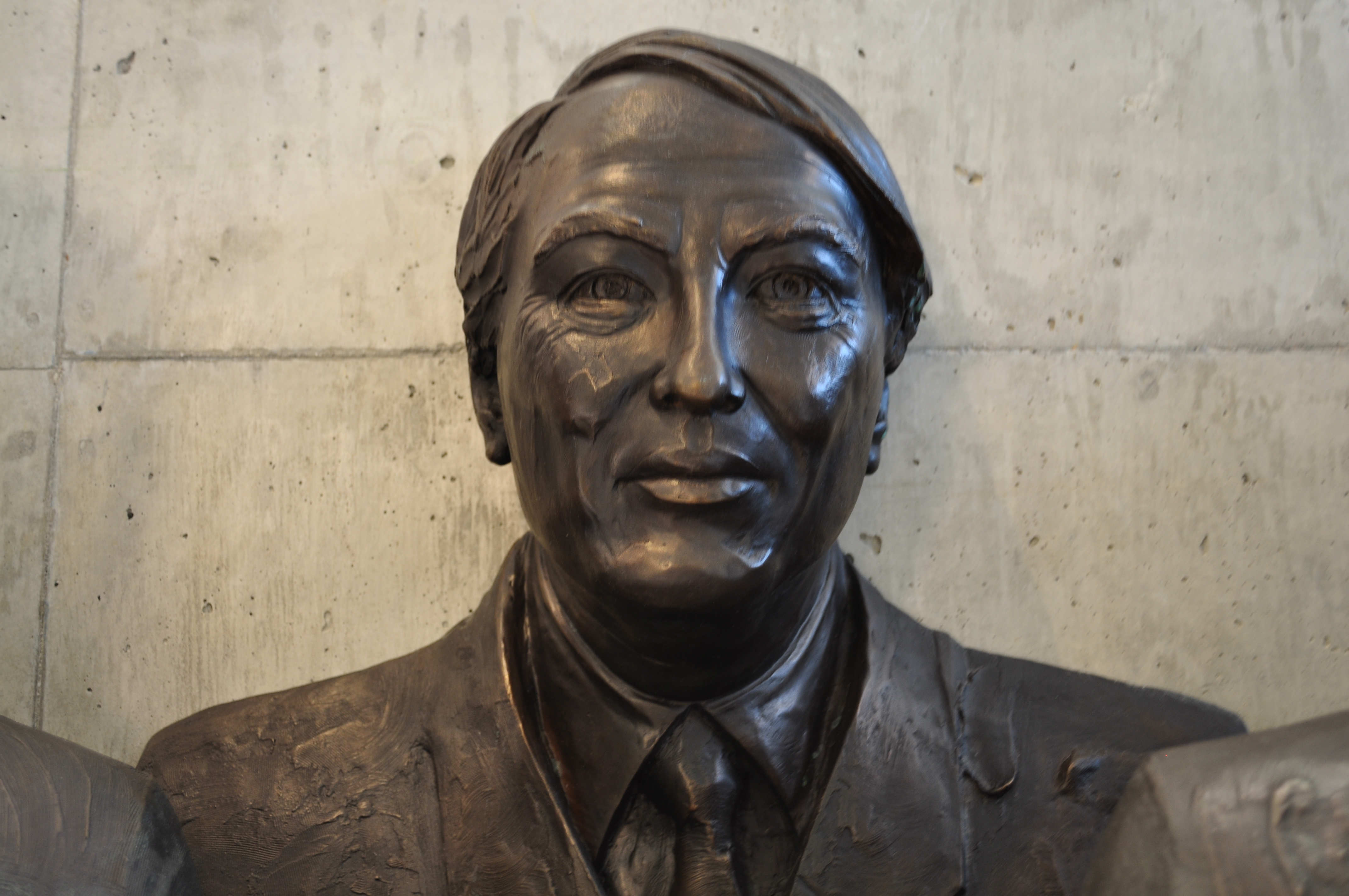
徐立之像

徐立之，大紫荊勳賢，OC，GBS，JP（1950年12月21日—），男，祖籍浙江杭州，生于上海，加拿大籍香港分子遺傳學家。香港中文大學理學士及碩士，美國匹茲堡大學哲學博士（生物學），於2002年9月至2014年3月間擔任香港大學校長。現任港科院院長、香港科技園董事、中大新亞書院校董、珠海學院校董、浙江大學求是高等研究院院長，同時為上市公司培力農本方的獨立非執行董事。

## 生平
徐立之祖籍杭州，出生於上海，在香港長大，小學就讀過於位處佐敦谷八座（但已被清拆）庇護十二學校、香港真光中學（小學部）、昔日位於鑽石山的恩光小學以及一間已結束營辦的北角小學。他中學就讀於當時稱為巴富街官立中學的何文田官立中學（1967年中五，報考中文中學會考），在中五會考時取得2A4C的良好成績（A的是英文科和生物科）。到了預科，即大學入學試時只有生物一科取得A級成績。徐立之之後於1968年考入香港中文大學，入讀新亞書院生物系，1972年僅獲理學士三級榮譽學位，1974年於香港中文大學完成碩士後，負笈美國匹茲堡大學，1979年取得博士學位。
其後，徐立之於美國田納西州橡樹嶺國家實驗室及加拿大多倫多病童醫院遺傳系進行博士後研究，及後於多倫多大學出任教席，並任多倫多病童醫院研究所遺傳系主任及首席遺傳學家，同時為多倫多大學教授及H.E. Sellers囊腫纖維症講座教授。於2002年9月起接替戴義安出任香港大學校長。
徐立之同時是中央研究院院士、英国皇家学会會員、加拿大皇家學會會員、加拿大醫學研究局資深研究員、美國侯活曉士醫學研究所國際學人、美國國家科學院外籍院士、國際創新基金會院士，並於2000年至2002年曾擔任人類基因組織（HUGO）的會長一職。他曾獲加拿大勳章、安大略省勳章、加拿大國會Killam獎，以及香港中文大學等多所大學頒授榮譽博士學位。
就任香港大學校長期間，徐立之除了處理一般校內事務外，還致力發展港大成為基因遺傳方面的研究中心。他也十分重視與大學各方成員的溝通，多次出訪與海外校友會面，並為香港大學籌募經費而到處奔波。
2003年，徐立之帶領香港大學醫學院團隊最先發現SARS（沙士）冠狀病毒和傳播方法，並且研製出血清快速測試法。其後更成功發現超過100種化合物，可阻止SARS冠狀病毒入侵人體細胞及在細胞內複製，達到治療效果。
2015年1月9日，徐立之受聘為浙江大學求是高等研究院院長。同時，浙江省人民政府特聘他擔任參事以促進浙江省的創新創業。
2015年12月，徐立之出任港科院創院院長。
2017年10月，港府成立檢討研究政策及資助專責小組，專責檢討香港的專上教育，徐立之出任主席。

## 獲獎紀錄
- 加拿大國會基林獎（英语：Killam Prize）
- 艾略特·克雷松獎章
- 加拿大勋章
- 法國榮譽軍團勳章
- 安大略勳章（英语：Order of Ontario）
- 大紫荊勳章
- 金紫荊星章

## 榮銜
- 加拿大皇家學會會員
- 皇家學會會員
- 中央研究院院士
- 美國國家科學院外籍院士
- 中國科學院外籍院士
- 倫敦皇家內科醫學院名譽院士
- 加拿大醫學名人堂（英语：Medical Research Council of Canada）（2012年3月28日，七名獲獎者中唯一華人，亦是歷來第二名獲獎華人）
- 世界創新基金會名譽會員